# Výbuch v autobusu ve Volgogradu v říjnu 2013
Výbuch v autobusu ve Volgogradu 21. října 2013 byl způsoben sebevražednou atentátnicí Naidou Siražudinovnou Asijalovovou (rusky Наида Сиражудиновна Асиялова, 25. října 1982, Bujnaksk — 21. října 2013, Volgograd), která na sobě přímo v autobuse odpálila pás s 500 až 600 g TNT. Výbuch usmrtil kromě ní 7 lidí a zranil nejméně 36 dalších.

## Pachatelka
Třicetiletá uprchlice z Dagestánu Naida Asijalovová byla manželkou Dmitrije Sergejeviče Sokolova (rusky Дмитрий Сергеевич Соколов, 10. července 1992 — 16. listopadu 2013), ozbrojence z Machačkaly, hlavního města Dagestánu. Ten konvertoval k islámu pod jménem Abdul Džabar.

## Reakce
Úřady Volgogradské oblasti vyhlásily třídenní smutek. Obyvatelé průběžně darovali krev pro oběti.
22. října odsoudila útok Čína.
16. listopadu zabily ruské bezpečnostní síly pět povstalců včetně manžela útočnice, Dmitrije Sokolova.

## Oběti
- Maksim Letkov, 16 let
- Kirill Litviněnko, 18 let
- Marija Popadiněcová, 18 let
- Viktorija Koněvová, 20 let
- Julija Prichodčenková, 22 let
- Jelena Michajlovová, 29 let
- Věra Vereščaginová, 59 let